# 吾妻広域町村圏振興整備組合
吾妻広域町村圏振興整備組合（あがつまこういきちょうそんけんしんこうせいびくみあい）は、群馬県吾妻郡中之条町、長野原町、嬬恋村、草津町、高山村及び東吾妻町の4町2村が設立している一部事務組合。

## 概要

### 事務所
- 吾妻郡中之条町大字伊勢町1003番地10

### 主な事務内容
- 広域町村圏計画の策定
- 広域町村圏計画に基づく事業の実施についての連絡調整
- 常備消防事務
- 福祉センターの設置及び管理事務
- 勤労青少年ホームの設置及び管理事務
- 海の家の設置及び管理事務
- 文化会館の設置及び管理事務
- 視聴覚ライブラリーの設置及び管理事務
- 中之条病院の設置及び管理事務
- 火葬場の設置及び管理事務（吾妻郡東部火葬場なかのじょう聖苑と吾妻郡西部火葬場）
- 救急医療対策事業等の事務
- 養護老人ホームの設置及び管理事務
- 農業共済事業
- 吾妻郡生涯学習複合施設の設置及び管理事務

### 組織
- 組合議会
  - 議員定数：16人
- 執行機関
  - 理事長：1名（関係町村長の互選）
  - 副理事長：1名（関係町村長の互選）
  - 理事：6名（理事長及び副理事長以外の関係町村長）
  - 収入役（理事長の属する関係町村の収入役）
  - 監査委員：2名

## 常備消防事務

### 概要
- 消防本部：吾妻郡東吾妻町大字植栗1174-1
- 管内面積：1,278.27km2
- 職員定数：
- 消防署2カ所、分署3カ所
- 主力機械（2019年4月1日現在）
  - 水槽付消防ポンプ自動車：6
  - 屈折梯子付消防自動車：1
  - 指揮車：1
  - 指令車：3
  - 連絡車：2
  - 危険物指導車：1
  - 予防査察車：1
  - 高規格救急自動車：7
  - 救助工作車：1
  - 資機材搬送車：1
  - 人員搬送車：1

【主力機械に関する参考文献：令和元年度吾妻広域町村圏振興整備組合消防防災年報】

### 沿革
- 1972年6月1日　吾妻広域町村圏振興整備組合を設立。
- 2017年4月1日　吾妻広域町村圏振興整備組合消防本部から吾妻広域消防本部に名称変更。

### 組織
- 本部 - 総務課、予防課、警防課
- 消防署

### 消防署
| 消防署     | 住所                         | 分署                                                                   |
| ---------- | ---------------------------- | ---------------------------------------------------------------------- |
| 東部消防署 | 吾妻郡東吾妻町大字植栗1174-1 | 中之条：吾妻郡中之条町大字伊勢町564-1                                  |
| 西部消防署 | 吾妻郡草津町大字草津2-6      | 長野原：吾妻郡長野原町大字与喜屋174-1 嬬 恋：吾妻郡嬬恋村大字大前125-1 |